# Happy (Texas)
Happy è un comune (town) degli Stati Uniti d'America che si trova tra le contee di Randall e Swisher nello Stato del Texas. La popolazione era di 678 persone al censimento del 2010. La porzione nella contea di Randall fa parte dell'area metropolitana di Amarillo.

## Geografia fisica
Secondo lo United States Census Bureau, la città ha una superficie totale di 2,75 km², dei quali 2,75 km² di territorio e 0 km² di acque interne (0% del totale).

## Storia
Happy deve il suo nome all'Happy Draw, un ruscello chiamato così nel XIX secolo da alcuni cowboy che erano felici di aver trovato l'acqua da quelle parti. Appare spesso sulla lista di luoghi con nomi insoliti. Il motto della città è "la città senza un cipiglio" (The Town Without A Frown).

## Società

### Evoluzione demografica
Secondo il censimento del 2010, c'erano 678 persone.

### Etnie e minoranze straniere
Secondo il censimento del 2010, la composizione etnica della città era formata dall'88,05% di bianchi, lo 0,29% di afroamericani, l'1,77% di nativi americani, lo 0% di asiatici, lo 0% di oceanici, l'8,11% di altre razze, e l'1,77% di due o più etnie. Ispanici o latinos di qualunque razza erano il 21,98% della popolazione.

## Cultura

### Cinema
Il film Happy, Texas per il quale prende il nome e dove si svolge, non è stato girato da quelle parti.